# Nicolás Kicker
Nicolas Kicker (Merlo, 16 agosto 1992) è un tennista argentino.
In singolare ha raggiunto tre volte i quarti di finale in tornei del circuito maggiore, vanta diversi titoli nei circuiti minori e nel giugno 2017 ha raggiunto la 78ª posizione del ranking ATP. Nel giugno 2018 gli è stata inflitta una lunga squalifica per match-fixing ed è tornato alle competizioni nel febbraio 2021.

## Carriera

### 2010-2013: inizi e primi titoli Futures
Fa le sue prime sporadiche apparizioni tra i professionisti nel 2010 e 2011, comincia a giocare con continuità nel 2012 e a dicembre alza il primo trofeo vincendo il torneo di doppio al Futures Chile F14. Il primo titolo in singolare arriva nel settembre 2013 al Futures Argentina F19 battendo in finale Martin Cuevas, e nello stesso torneo si impone anche in doppio. Subito dopo vince un altro titolo Futures in singolare.

### 2014-2015: prime finali Challenger e top 200
Tra il 2014 e il 2015 trionfa in 8 tornei Futures di singolare e in 5 di doppio, come i precedenti, tutti sulla terra battuta. Comincia a essere protagonista anche nel circuito Challenger, dove aveva esordito nel 2013, consegue alcuni buoni risultati e a maggio 2015 abbandona i tornei ITF. A giugno entra per la prima volta nella top 200 del ranking in singolare e quello stesso mese disputa in doppio la sua prima finale in un torneo Challenger a Blois. Il mese successivo disputa le prime finali Challenger in singolare a Todi e subito dopo a Biella, perse rispettivamente contro Aljaz Bedene e Andrej Martin; risultati che lo portano al 160º posto mondiale. In quel periodo tenta, senza successo, le qualificazioni a Wimbledon e agli US Open.

### 2016: debutto nel circuito maggiore, primi titoli Challenger e 110º nel ranking
Nel febbraio 2016 perde contro Guido Andreozzi la finale al Challenger di Santo Domingo. Ad aprile fa il suo esordio in un torneo ATP a Houston, supera Giovanni Lapentti e Jared Donaldson nelle qualificazioni e viene eliminato in tre set al primo turno da Tim Smyczek. La settimana successiva, dopo aver vinto in carriera 10 tornei Futures in singolare e 7 in doppio, vince il primo torneo Challenger nel torneo di doppio a Sarasota, dove in coppia con Facundo Argüello supera al terzo set in finale Marcelo Arévalo / Sergio Galdós; con questo risultato porta il best ranking di doppio al 215º posto. Viene eliminato nelle qualificazioni in singolare al Roland Garros, e subirà la stessa sorte a Wimbledon e agli US Open. A giugno vince il primo titolo Challenger in singolare a Perugia con il successo in finale su Blaž Rola per 2–6, 6–3, 6–0. Il mese successivo vince il suo primo incontro in singolare in un torneo ATP ad Amburgo battendo in tre set Thomas Fabbiano e viene eliminato al secondo turno dal nº 22 del ranking Philipp Kohlschreiber, dopo aver vinto il primo set. Sconfitto in finale ad agosto al Challenger di Fano da João Souza, a novembre conquista a Guayaquil il suo secondo titolo Challenger in singolare sconfiggendo in due set Arthur de Greef, risultato che gli consente di chiudere la stagione al 110º posto mondiale, nuovo best ranking.

### 2017: primi quarti di finale in un torneo ATP e ingresso in top 100
Fallisce le qualificazioni a Chennai e a Melbourne. Coglie la sua seconda vittoria ATP a Quito contro Guido Andreozzi e viene eliminato da Rajeev Ram al secondo turno. Supera le qualificazioni al Rio Open e raggiunge per la prima volta i quarti di finale in un torneo ATP battendo Cecchinato e De Greef, prima di arrendersi ad Albert Ramos Viñolas. Grazie a questo risultato entra per la prima volta nella top 100 ATP. Eliminato nella qualificazioni a San Paolo e a Miami, a Houston accede al secondo turno grazie al ritiro di Noah Rubin e viene sconfitto da Fernando Verdasco. Perde poi al primo turno all'ATP di Monaco di Baviera. Raggiunge i quarti di finale anche all'ATP di Lione con i successi su Dustin Brown e al secondo turno sul nº 19 ATP Nick Kyrgios in tre set, nella sua prima vittoria contro un top 20 in carriera, e viene eliminato da Nikoloz Basilašvili. Fa il suo debutto in un torneo del Grande Slam per diritto di classifica al Roland Garros e batte in quattro set al primo turno Damir Džumhur, prima di arrendersi a Pablo Cuevas con un triplo 6-4; a fine torneo porta il best ranking alla 78ª posizione mondiale.
A Wimbledon viene sconfitto all'esordio da Steve Johnson, al successivo ATP di Umago supera al primo turno Youzhny e viene sconfitto al secondo da Fognini in tre set. Raggiunge poi i quarti di finale al prestigioso ATP 500 di Amburgo battendo nell'ordine Tommy Haas e Benoît Paire, senza perdere set, per poi essere sconfitto da Philipp Kohlschreiber col punteggio di 6(6)–7, 6-4, 4-6. Viene poi eliminato al primo turno al Winston-Salem Open da Andrej Kuznecov e agli New York da Cedrik-Marcel Stebe. Sconfitto all'esordio anche nei tornei ATP di Metz, Shenzhen e Tokyo, a ottobre si aggiudica il torneo Challenger de Buenos Aires sconfiggendo in finale Horacio Zeballos. Raggiunge quindi le semifinali nel Challenger di Lima e i quarti di finale in quello di Guayaquil. Chiude il 2017 con la sconfitta subita in semifinale contro Pablo Cuevas all'Uruguay Open.

### 2018: squalifica per match-fixing a giugno
Comincia l'annata con due pesanti sconfitte al primo turno all'ATP di Pune e al Challenger di Canberra, rispettivamente contro Márton Fucsovics ed Elliot Benchetrit. Agli Australian Open raggiunge per la prima volta il terzo turno in una prova dello Slam e perde nuovamente da Fucsovics dopo aver superato Thompson e Lacko. Non consegue risultati di rilievo in singolare sulla terra battuta in Sudamerica, mentre consegue il suo miglior risultato in carriera in doppio all'ATP di San Paolo del Brasile spingendosi fino alla semifinale assieme a Carlos Berlocq. Raggiunge per la prima volta il terzo turno in un torneo Masters 1000 a Indian Wells battendo Vesely e Džumhur, e viene eliminato da Kevin Anderson, mentre esce all'esordio al successivo Miami Open. Ad aprile debutta in Coppa Davis in occasione della sfida vinta 3-2 contro il Cile, viene schierato in singolare e perde in tre set contro Nicolás Jarry. Al torneo ATP 250 di Houston arriva al secondo turno, vincendo in due rapidi set contro Donald Young all'esordio.
A maggio raggiunge il secondo turno anche all'Estoril Open e supera le qualificazioni del Masters 1000 di Madrid, perdendo al primo turno del tabellone principale con Milos Raonic. Viene quindi eliminato da Jarry al primo turno di qualificazione degli Internazionali d'Italia e da Federico Coria al turno di esordio al torneo ATP 250 di Lione. Il 20 giugno 2018, la Tennis Integrity Unit (TIU) gli comunica la squalifica di sei anni per match-fixing (3 anni sospesi nel caso in cui non dovessero essere riscontrate ulteriori violazioni). È ritenuto colpevole di aver alterato l'esito di alcuni incontri giocati nel circuito Challenger, in particolare le due sfide disputate a Padova e Barranquilla contro Duckhee Lee e Giovanni Lapentti. Nel 2020 la squalifica gli viene ridotta di altri quattro mesi.

### 2019-2020: gli anni della squalifica
Nel 2019 e nel 2020, a causa della squalifica comminatagli dalla TIU, Nicolas Kicker non può partecipare ad alcun torneo del circuito professionistico. Continua comunque ad allenarsi tra la "sua" Merlo e Buenos Aires, oltre a condividere le giornate per ventiquattro ore su ventiquattro con il figlio Bastian: tra i tanti compagni di allenamento, si segnalano i fratelli Pablo e Martin Cuevas e Guido Pella.

### 2021: rientro alle competizioni
Scontata la squalifica, Kicker può tornare a competere nel circuito professionistico a partire dal 23 gennaio. Si iscrive così alle qualificazioni del torneo Futures M15 di Monastir (Tunisia) ma l'evento viene cancellato a causa di un nuovo lockdown per la pandemia di COVID-19. Rientra quindi a giocare a fine febbraio con una wild card per il tabellone principale del torneo ATP 250 di Cordoba, e viene sconfitto al primo turno da Facundo Bagnis. Ad aprile vince un torneo ITF a Villa María, battendo in finale Camilo Ugo Carabelli. Raggiunge la finale anche nei successivi quattro tornei ITF e ne vince tre. A luglio torna a disputare una finale Challenger a Tampere, elimina tra gli altri Botic van de Zandschulp e viene sconfitto in tre set da Jiří Lehečka; la settimana successiva rientra nella top 300. Chiude la stagione al 216º posto mondiale dopo la semifinale raggiunta al Challenger di Rio de Janeiro in dicembre.

### 2022: rientro nella top 200 e un titolo Challenger
L'unico discreto risultato nella prima parte del 2022 sono le qualifiche superate all'ATP di Santiago del Cile, risultato con cui rientra nella top 200 del ranking. Nei tornei Challenger non supera mai il secondo turno fino a luglio, quando disputa la finale agli Internazionali di Todi e raccoglie solo 3 giochi contro Pedro Cachín. A Todi raggiunge anche la semifinale in doppio. A fine settembre torna a vincere un titolo Challenger dopo cinque anni a Villa María, battendo in finale Mariano Navone per 7-5, 6-3. A fine anno perde la finale al Challenger Temuco contro Guido Andreozzi.

### 2023-2025: un titolo Challenger in doppio, infortunio e nuovo crollo nel ranking
Nei primi 6 mesi del 2023 disputa pochi tornei e i migliori risultati sono una semifinale in singolare e due finali in doppio nei tornei Challenger, tra le quali quella vinta in aprile a Tallahassee in coppia Federico Agustín Gómez superando William Blumberg e Luis David Martínez. Infortunatosi durante il match di primo turno delle qualificazioni del Roland Garros contro Jan Choinski, è costretto a rinunciare all'attività agonistica nella seconda metà della stagione e abbandona così la top-300 del ranking ATP. Rientra a fine anno per un solo torneo ITF cileno e perde la finale di singolare. A inizio 2025 gioca quattro tornei senza otteneri successi importanti, sta fuori altri cinque mesi e a maggio esce dalla top 1000. Rientra per giocare solo le qualificazioni al Roland Garros, si prende un'altra pausa e torna alle competizioni alle qualificazioni degli US Open. Chiude la stagione giocando tornei ITF e Challenger vincendo alcuni incontri. Nei primi mesi del 2025 perde le finali in due tornei ITF e al Challenger Concepción, la sua prima finale in singolare da oltre due anni nel circuito Challenger. Risultato con cui rientra nella top 500 dopo circa 16 mesi.

## Statistiche
Aggiornate al 31 marzo 2025.

### Tornei minori

#### Singolare

##### Vittorie (18)
| Legenda tornei minori |
| Challenger (4)        |
| Futures (14)          |

| N. | Data              | Torneo                                             | Superficie  | Avversario in finale | Punteggio        |
| 1. | 19 giugno 2016    | Internazionali di Tennis Città di Perugia, Perugia | Terra rossa | Blaž Rola            | 2-6, 6-3, 6-0    |
| 2. | 5 novembre 2016   | Challenger Ciudad de Guayaquil, Guayaquil          | Terra rossa | Arthur de Greef      | 6-3, 6-2         |
| 3. | 15 ottobre 2017   | Challenger de Buenos Aires, Buenos Aires           | Terra rossa | Horacio Zeballos     | 6(5)–7, 6-0, 7-5 |
| 4. | 25 settembre 2022 | Villa María Challenger, Villa María                | Terra rossa | Mariano Navone       | 7-5, 6-3         |

##### Sconfitte in finale (9)
| Legenda tornei minori |
| Challenger (6)        |
| Futures (3)           |

| N. | Data             | Torneo                                       | Superficie  | Avversario in finale | Punteggio        |
| 1. | 12 luglio 2015   | Internazionali di Tennis Città di Todi, Todi | Terra rossa | Aljaz Bedene         | 6(3)–7, 4-6      |
| 2. | 19 luglio 2015   | Biella Challenger, Biella                    | Terra rossa | Andrej Martin        | 4-6, 2-6         |
| 3. | 14 febbraio 2016 | Milex Open, Santo Domingo                    | Terra verde | Guido Andreozzi      | 0-6, 4-6         |
| 4. | 14 agosto 2016   | Adriatic Challenger, Fano                    | Terra rossa | João Souza           | 4-6 7–6(12), 2-6 |
| 5. | 25 luglio 2021   | Tampere Open                                 | Terra rossa | Jiří Lehečka         | 7-5, 4-6, 3-6    |
| 6. | 10 luglio 2022   | Internazionali di Tennis Città di Todi, Todi | Terra rossa | Pedro Cachín         | 1-6, 2-6         |
| 7. | 27 novembre 2022 | Challenger Temuco, Temuco                    | Cemento     | Guido Andreozzi      | 6-4, 4-6, 2-6    |

#### Doppio

##### Vittorie (9)
| Legenda tornei minori |
| Challenger (2)        |
| Futures (7)           |

| N. | Data           | Torneo                                     | Superficie  | Compagno               | Avversari in finale                  | Punteggio'           |
| 1. | 16 aprile 2016 | Sarasota Open, Sarasota                    | Terra verde | Facundo Argüello       | Marcelo Arévalo Sergio Galdós        | 4-6, 6-4, [10-6]     |
| 2. | 22 aprile 2023 | Tallahassee Tennis Challenger, Tallahassee | Terra verde | Federico Agustín Gómez | William Blumberg Luis David Martínez | 7–6(2), 4-6, [13-11] |

## Risultati in progressione
| Sigla | Risultato               |
| ----- | ----------------------- |
| V     | Vincitore               |
| F     | Finalista               |
| SF    | Semifinalista           |
| O     | Oro olimpico            |
| A     | Argento olimpico        |
| SF    | Bronzo olimpico         |
| QF    | Quarti di Finale        |
| 4T    | Quarto turno            |
| 3T    | Terzo turno             |
| 2T    | Secondo turno           |
| 1T    | Primo turno             |
| RR    | Round Robin             |
| LQ    | Turno di qualificazione |
| A     | Assente                 |
| ND    | Non disputato           |

| Legenda superfici    |
| -------------------- |
| Cemento              |
| Terra battuta        |
| Erba                 |
| Superficie variabile |

### Singolare
| Tornei Grande Slam         |     |     |     |           |           |
| Australian Open, Melbourne | A   | A   | Q1  | 0 / 0     | 0–0       |
| Roland Garros, Parigi      | A   | Q2  | 2T  | 0 / 1     | 1-1       |
| Wimbledon, Londra          | Q1  | Q1  | 1T  | 0 / 1     | 0–1       |
| US Open, New York          | Q2  | Q1  | 1T  | 0 / 1     | 0–1       |
| Vittorie-Sconfitte         | 0–0 | 0–0 | 1–3 | 0 / 3     | 1–3       |
| Statistiche carriera       |     |     |     |           |           |
| Titoli                     | 0   | 0   | 0   | 0         | 0         |
| Finali                     | 0   | 0   | 0   | 0         | 0         |
| Ranking a fine anno        | 179 | 110 | 93  | 481 311 $ | 481 311 $ |

### Doppio
| Tornei Grande Slam         |     |     |     |       |     |
| Australian Open, Melbourne | A   | A   | A   | 0 / 0 | 0–0 |
| Roland Garros, Parigi      | A   | A   | A   | 0 / 0 | 0–0 |
| Wimbledon, Londra          | A   | A   | 1T  | 0 / 1 | 0–1 |
| US Open, New York          | A   | A   | A   | 0 / 0 | 0–0 |
| Vittorie-Sconfitte         | 0–0 | 0–0 | 0-1 | 0 / 1 | 0-1 |